# بولستيد

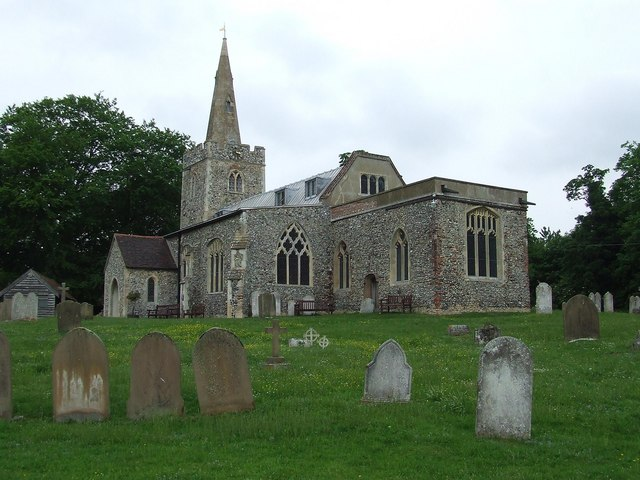
كنيسة القديس ماري في بولستيد.

بولستيد قرية صغيرة و أبرشية مدنية في جنوب سفولوك في إنجلترا
القرية تقع على بعد ثلاثة أميال إلى الشمال الشرقي من نايلاندو تسعة أميال إلى الشمال من كولشستر وخمسة أميال إلى الجنوب الغربي من هادليه. وهي تقع على أحد روافد نهر ستور.
تاريخ
بولستيد اسم مشتق من "مكان الأحواض"، ولعل ذلك يرجع إلى الحوضين الكبيرين في القرية
و اشتهرت القرية بسبب جريمة قتل وقعت فيها اسمها جريمة الحظيرة الحمراء
وقعت عام 1827.
ومختصرها أن رجلا اسمه ويليم كيرفر قتل عشيقته